# Missionshuset Filadelfia
 Der er for få eller ingen kildehenvisninger i denne artikel, hvilket er et problem. Du kan hjælpe ved at angive troværdige kilder til de påstande, som fremføres i artiklen.

Missionshuset Filadelfia i Nørre Vorupør blev bygget, fordi missionshuset Betsaida i Sønder Vorupør ikke længere var tilstrækkeligt for den voksende skare af hellige. Man købte derfor af gårdejer Jens Jensen en grund nær ved kirken for den symbolske sum af 100 kroner. I 1916 stod byggeriet færdigt og blev indviet af sognepræst i Hundborg Hans Peter Nielsen. Byggesummen på 16.000 kroner var blevet indsamlet i Vorupør. Missionshuset, der fik navnet Filadelfia, som betyder broderkærlighed, er aldrig blevet overdraget Indre Mission på landsplan. Årsagen hertil var en strid imellem præsten N.P. Madsen og Indre Mission omkring århundredskiftet. Efter N.P. Madsens død i 1915 vedblev missionshuset at tilhøre sognet, og huset fik navn efter N.P. Madsens tidsskrift Filadelfia. Navnevalget var en markering over for Indre Mission om, at man ikke havde glemt stridighederne, selv om N.P. Madsen var død.
Under 2. Verdenskrig tog tyske soldater huset i  besiddelse fra 1944 ind til afslutningen på den tyske besættelse i maj 1945. Da huset blev afleveret, var det i en miserabel forfatning, og igen blev der samlet ind i Vorupør for at få renoveret missionshuset.
I 1986 havde Indre Mission mistet både fodfæste og opbakning i Vorupør Sogn, og de tilbageværende medlemmer tyngedes mere og mere af udgifterne til missionshuset. Vorupør Menighedsråd tilkendegav, at man var interesseret i at overtage huset og gøre det til kirkecenter. Processen kom imidlertid langt fra til at køre på skinner. Menighedsråd, provstiudvalg og stiftsøvrighed udvekslede synspunkter i en 4 år lang brevveksling, og da projektet endelig blev godkendt, meldte Nationalmuseet sig på banen. Man var bange for, at de små missionshuse på vestkysten skulle forsvinde. Man blev enige om, at missionshuset skulle restaureres, men at det skulle ske i respekt for husets historie.
6. juni 1999 blev det restaurerede missionshus indviet. 
Under restaureringen af Vorupør Kirke foregik gudstjenesterne i missionshuset
|  | Denne artikel kan blive bedre, hvis der indsættes geografiske koordinater Denne artikel omhandler et emne, som har en geografisk lokation. Du kan hjælpe ved at indsætte koordinater i wikidata. |